# KNVB-Pokal 1902/03
Der KNVB-Pokal 1902/03 war die fünfte Auflage des niederländischen Fußball-Pokalwettbewerbs. Pokalsieger wurde HVV Den Haag. Das Team setzte sich im Finale gegen Vorjahresfinalist HBS Craeyenhout durch.

## Modus
Alle Begegnungen wurden in einem Spiel ausgetragen. Bei unentschiedenem Ausgang wurde zur Ermittlung des Siegers eine Verlängerung von zweimal 7½ Minuten gespielt. Stand danach kein Sieger fest, folgte eine weitere Verlängerung von zweimal 7½ Minuten. War danach immer noch keine Entscheidung gefallen, wurde das Spiel auf dem Platz des Gegners wiederholt. Wenn auch das drittes Spiel unentschieden endete, ging es in die Verlängerung, bis ein Tor fiel.

## 1. Runde
| Datum      |                           | Ergebnis  |                        |
| ---------- | ------------------------- | --------- | ---------------------- |
| 02.11.1902 | EDO Amsterdam             | 1:2       | Olympia Middelburg     |
| 02.11.1902 | HFC Haarlem               | 5:3       | EFC Prinses Wilhelmina |
| 02.11.1902 | Rapiditas Rotterdam       | 2:5       | RAP Amsterdam          |
| 02.11.1902 | DSV Concordia Delft       | 2:1 n. V. | Swift Amsterdam        |
| 02.11.1902 | Achilles Rotterdam        | 0:2       | Quick Amsterdam        |
| 02.11.1902 | Celeritas Rotterdam       | 2:6       | BVV Wilhelmina         |
| 02.11.1902 | NOAD Breda                | 1:0       | DSVV Ouwe Schoen       |
| 02.11.1902 | Rapiditas Rotterdam II    | 0:9       | UC & VV Hercules       |
| 02.11.1902 | FCC Antoni Oss            | 00:14     | Dordrechtsche FC       |
| 02.11.1902 | Sparta Rotterdam          | 2:1 n. V. | Saturnus Rotterdam     |
| 02.11.1902 | Steeds Voorwaarts         | 0:4       | Quick Den Haag         |
| 02.11.1902 | HBS Craeyenhout           | 7:1       | Olympia Rotterdam      |
| 02.11.1902 | AFC Quick 1890            | 9:0       | SEVIOS Amsterdam       |
| 02.11.1902 | Unitas Rotterdam          | 4:0       | HVV Den Haag II        |
| 02.11.1902 | Go Ahead Wageningen       | 5:0       | AVV Amsterdam          |
| 02.11.1902 | Vitesse Arnheim           | 3:1       | Volharding Amsterdam   |
| 02.11.1902 | EFC Prinses Wilhelmina II | 00:11     | HVV Den Haag           |
| 02.11.1902 | RVV Rotterdam             | 3:0       | HFC Haarlem II         |
| 02.11.1902 | Zwolsche AC               | 1:6       | Koninklijke HFC        |

## Zwischenrunde
| Datum      |                  | Ergebnis |                  |
| ---------- | ---------------- | -------- | ---------------- |
| 09.11.1902 | AFC Quick 1890   | 2:1      | Sparta Rotterdam |
| 09.11.1902 | Dordrechtsche FC | 05:0 1   | BVV Wilhelmina   |
| 30.11.1902 | RVV Rotterdam    | 02:3 2   | Quick Amsterdam  |

## 2. Runde
| Datum      |                    | Ergebnis |                     |
| ---------- | ------------------ | -------- | ------------------- |
| 30.11.1902 | Unitas Rotterdam   | 0:3      | Go Ahead Wageningen |
| 30.11.1902 | AFC Quick 1890     | 2:9      | HBS Craeyenhout     |
| 30.11.1902 | HFC Haarlem        | 6:2      | Quick Den Haag      |
| 30.11.1902 | HVV Den Haag       | 7:1      | UC & VV Hercules    |
| 30.11.1902 | Olympia Middelburg | 1:6      | Koninklijke HFC     |
| 30.11.1902 | RAP Amsterdam      | 16:00    | DSV Concordia Delft |
| 30.11.1902 | NOAD Breda         | 7:0      | Quick Amsterdam     |
| 30.11.1902 | Dordrechtsche FC   | 0:4      | Vitesse Arnheim     |

## Viertelfinale
| Datum      |                     | Ergebnis  |                 |
| ---------- | ------------------- | --------- | --------------- |
| 02.02.1902 | HFC Haarlem         | 4:1       | Koninklijke HFC |
| 02.02.1902 | HBS Craeyenhout     | 4:1       | Vitesse Arnheim |
| 02.02.1902 | HVV Den Haag        | 3:2 n. V. | RAP Amsterdam   |
| 02.02.1902 | Go Ahead Wageningen | 4:8       | NOAD Breda      |

## Halbfinale
| Datum      |             | Ergebnis  |                 |
| ---------- | ----------- | --------- | --------------- |
| 01.03.1903 | NOAD Breda  | 2:4 n. V. | HVV Den Haag    |
| 01.03.1903 | HFC Haarlem | 1:3       | HBS Craeyenhout |

## Finale
| HVV Den Haag                          | HVV Den Haag | HBS Craeyenhout | HBS Craeyenhout |
| ------------------------------------- | --- | --- | --------------- |
| HVV Den Haag                          | \| 29. März 1903 in De Diepput, Den Haag \| \| Ergebnis: 6:1 (2:1) \| \| Schiedsrichter: J. L. F. de Meijere \| \| Spielbericht \| | \| 29. März 1903 in De Diepput, Den Haag \| \| Ergebnis: 6:1 (2:1) \| \| Schiedsrichter: J. L. F. de Meijere \| \| Spielbericht \|    | HBS Craeyenhout |
| HVV Den Haag                          | Coops – E. Mundt, W. Hupkes – A. Kessler, John F. Sol, K. Heyting – Sillevis, Eetje Sol, D. Lotsy, John Heyning, G. Heyning.       | Koopman – Van der Krap, De Wit – Jan van den Berg, Kamperdijk, Van Lier – Soesman, Van den Broeck d’Obrenau, Bekker, Canneel, Gentis. | HBS Craeyenhout |
| HVV Den Haag                          | 1:0 Jan van den Berg (Eigentor) 2:0 John Heyning 3:1 D. Lotsy 4:1 John F. Sol 5:1 Eetje Sol 6:1 G. Heyning                         | 2:1 Van den Broeck d’Obrenau | HBS Craeyenhout |
| 29. März 1903 in De Diepput, Den Haag | | |                 |
| Ergebnis: 6:1 (2:1)                   | | |                 |
| Schiedsrichter: J. L. F. de Meijere   | | |                 |
| Spielbericht                          | | |                 |